# Luz María Zaleta de Elsner
Luz María Zaleta Islas (Tuxpan, Veracruz, 7 de junio de 1922) es una política mexicana, miembro del Partido Revolucionario Institucional, fue diputada federal.

## Biografía
Fue maestra y pionera de la fundación de Jardines de Niños, como tal creó la primera de estas escuelas en Chetumal, Quintana Roo, del que fue directora de 1956 a 1961, ese mismo año fue nombrada Supervisora de Jardines de Niños en los estados de Tabasco, Campeche y el Territorio de Quintana Roo, fundando centros escolares de ese nivel en las poblaciones quintanarroenses de Bacalar, Limones, Subteniente López, Felipe Carrillo Puerto, Nicolás Bravo, Chunhuhub, Kantunilkín, Leona Vicario, Dziuché, José María Morelos, Solferino, Isla Mujeres, Cozumel, Francisco I. Madero y Holbox.
En 1964 fue postulada candidata del PRI y electa diputada federal por el Distrito Electoral Único de Quintana Roo a la XLVI Legislatura, periodo que concluyó en 1967, fue elegida Presidente de la Cámara de Diputados para mes de septiembre de 1966, correspondiéndole responder al II Informe de Gobierno de Gustavo Díaz Ordaz, siendo la primera mujer en ocupar este cargo en la historia de México.
En 1993 él fue otorgada la Medalla al Mérito Ciudadano por el Ayuntamiento de Othón P. Blanco.